# Odontopera tsekua
Odontopera tsekua là một loài bướm đêm trong họ Geometridae.